# دوليولا
دوليولا (بالإيطالية: Dogliola)‏ هي بلدية في مقاطعة كييتي في إقليم أبروتسو الإيطالي.

## السكان
في سنة 1861 بلغ عدد السكان 896 نسمة، وتطور العدد ليصل في سنة 2011 لـ 389 نسمة.
يظهر هذا المخطط البياني تطور النمو السكاني لـ دوليولا